# Richard de Cornwall

Blazonul lui Richard de Cornwall ca rege romano-german

Richard de Cornwall, de asemenea numit Richard de Cornwallis, (n. 5 ianuarie 1209 în Castelul Winchester – d. 2 aprilie 1272 în Castelul Berkhamsted) a fost conte de Cornwall, conte de Poitou și din 1257, rege romano-german. El se trăgea din familia regală anglo-normandă Plantagenet și a devenit prin favorurile acordate de fratele său, regele Henric al III-lea, cel mai bogat latifundiar din Anglia. Relația dintre cei doi frați nu a fost întotdeauna foarte bună însă după certurile inițiale, Richard a devenit unul dintre cei mai importanți susținători ai fratelui său, pe care l-a slujit cu loialitate în conflictul său cu opoziția aristocratică în Al doilea Război al Baronilor. Rezultatul ambiției sale a fost obținerea coroanei romano-germane în 1257 (în perioada denumită Interregn). Deși Richard s-a aflat de mai multe ori în Sfântul Imperiu Roman, el nu a putut totuși să-și impună stăpânirea.

## Originea și copilăria
Richard a fost al doilea fiu al regelui englez Ioan fără Țară și a celei de-a doua soții Isabella de Angoulême. A fost botezat după unchiul său Richard Inima de Leu, care fusese rege al Angliei înaintea tatălui lui Richard. Prima parte a copilăriei sale a petrecut-o în Castelul Marlborough lângă mama sa. În 1213 l-a însoțit pe tatăl său într-o călătorie în nordul Angliei și în 1214 în campania militară din Franța, la Poitou. În 1215 când nobilii s-au revoltat împotriva regelui, Richard a fost adus la Castelul Corfe și pus sub protecția lui Peter de Maulay. Educația sa a fost preluată pe Roger de Acaster, care provenea probabil din Mulgrave, aflat pe teritoriul deținut de Maulay în Yorkshire. Când Richard a ajuns la vârsta maturității, i-a dăruit lui Roger un domeniu în Cornwall. În octombrie 1216, tatăl lui Richard a murit, iar fratele mai mare al lui Richard a devenit rege ca Henry al III-lea. Henric era încă minor, motiv pentru care un consiliu de regență a preluat conducerea țării. Câteva luni mai târziu, mama lui Richard, Isabella, s-a întors în țara ei natală Franța, unde s-a căsătorit  în 1220 cu contele francez Hugo al X-lea de Lusignan. Richard a rămas în grija lui Maulay până când a fost adus la Londra în mai 1220 cu ocazia încoronării fratelui său. Spre nemulțumirea lui Maulay, Richard nu a mai fost readus în grija sa, ci a rămas la curtea regală.  

## Tinerețea
Pe 2 februarie 1225, la scurt timp după ce a împlinit 16 ani, fratele său i-a acordat titlul de Cavaler și câteva zile mai târziu, i-a dat administrația comitatului Cornwall. În martie 1225, în timpul războiului franco-englez, a fost numit oficial comandant al unei armate expediționare engleze care urma să recucerească posesiunile engleze din sud-vestul Franței însă comanda efectivă a aparținut generalului William Longespée (un unchi al lui Richard) și lui Philip d'Aubigny. Campania a reușit să consolideze cu succes stăpânirea engleză în Gasconia. Deși Richard fusese numit și conte de Poitou încă din august 1225, această regiune nu a putut fi recâștigată pentru Anglia. Cronicarul Matthew Paris (1200-1259) a susținut că Henric al III-lea i-ar fi dat fratelui său conducerea întregii Gasconii însă acest fapt e foarte puțin probabil. Negocieri pentru o căsătorie între Richard și o fiică a regelui Alfonso al IX-lea al Leonului au fost în cele din urmă anulate de Consiliul Regenței engleze. După ce generalul William Longespée s-a întors  în Anglia în octombrie 1225, trupele engleze rămase în Franța nu au reușit să impună cârmuirea engleză. Când regele francez Ludovic al VIII-lea a murit în noiembrie 1226, lăsând în urmă un singur moștenitor minor, o parte a nobililor francezi au hotărât să se supună din nou regelui englez. În februarie 1227, Richard a încercat la Thouars să formeze o alianță cu conții francezi Theobald al IV-lea al Navarei și Henric al II-lea de Bar. Negocierile nu au avut succes, iar în aprilie 1227 Richard s-a întors în Anglia după ce petrecuse mai mult de doi ani în Franța.

## Revolta împotriva fratelui său

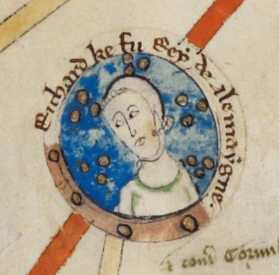
Richard de Cornwall (reprezentare din secolul al XIII-lea)

Când Richard a revenita din Franța, Henric al III-lea i-a permis să își exercite în cele din urmă puterea. Pe 30 mai 1227 Richard a devenit oficial conte de Cornwall și a primit efectiv posesiunile sale, care anterior îi fuseseră date doar pentru administrare temporară, ca feudă ereditară. În iulie 1227, Richard a încercat să-l evacueze pe Waleran germanul, fost mercenar în serviciul regelui și adept al mamei lui, de pe un domeniu care aparținea comitatului Cornwall. Waleran s-a plâns imediat regelui, care i-a ordonat lui Richard să-i returneze proprietatea. Richard, supărat, a părăsit curtea regală și a încheiat o alianță împotriva regelui, la Reading cu cumnatul său, William Marshal, al 2-lea conte de Pembroke. Acestei alianțe i s-au alăturat curând conții de Chester, Gloucester, Warenne, Hereford, Derby și Warwick. Rebelii s-au adunat la Stamford, de unde au trimis revendicările lor regelui și lui Hubert de Burgh (ministrul șef - Justiciar). Principalele lor plângeri priveau revizuirea și corectarea granițelor pădurilor regale. În plus ei cereau limitarea influenței puternicului Hubert de Burgh. Richard însuși era în dispută cu acesta datorită Privilegiului din Berkhamstead, pe care îl cedase forțat în iulie 1227 nepotului lui de Burgh, Raymond. Abia după ce regele i-a promis fratelui său stăpânirea, Richard a plecat pentru negocieri la Northampton pe 11 august 1227. Acolo regele i-a dat domeniile care aparținuseră anterior mamei lor văduve. În plus, Richard urma să primească domeniile ce fuseseră confiscate de la baronii de Saint-Valéry-sur-Somme. După aceste promisiuni, Richard s-a împăcat cu fratele său și conflictul cu nobilii s-a închis rapid. După revolta împotriva fratelui său, Richard s-a ocupat inițial de administrarea proprietăților sale aflate în creștere. În noiembrie 1229, Henric al III-lea i-a predat administrația din Wallingford și cam în același timp i-a fost returnată administrația domeniului Berkhamstead. Când Richard a împlinit oficial vârsta majoratului în 1230, a fost numit tutore al moștenitorilor lui Theobald de Botiller și administrator al proprietăților lor din Anglia și Irlanda. În mai 1230 a participat la campania lui Henric al III-lea în Franța, în urma căreia Richard a sperat în zadar să-și restabilească stăpânirea în Poitou. După eșecul militar al campaniei, el a negociat încheierea unui nou armistițiu cu Franța. La fel ca fratele său, s-a îmbolnăvit la Redon și s-a întors în cele din urmă în Anglia în octombrie 1230. Pentru eșecul campaniei din Franța, Richard l-a învinuit pe Hubert de Burgh care nu dorise lupta cu francezii în Poitou sau în Normandia.

## Căsătoria cu Isabella (1231–1240)
Pe 30 martie 1231 Richard s-a căsătorit cu Isabella Marshal,  bogata văduvă a contelui de Gloucester, mai vârstnică decât el cu nouă ani, stârnind nemulțumirea fratelui său. Regele Henric se temea de familia Marshal deoarece aceștia erau bogați, influenți și adesea i se opuneau. Richard a devenit tatăl vitreg al celor șase copii ai Isabellei de la primul ei soț. În același an el a achiziționat reședința sa principală, Castelul Wallingford din Berkshire (astăzi Oxfordshire), cheltuind mulți bani pentru extinderea lui. 
Richard și Isabel au avut patru copii, dintre care doar fiul lor, Henric de Almain, a supraviețuit până la maturitate. Richard a intrat în conflict cu Simon de Montfort, datorită căsătoriei acestuia cu sora lui, Eleonor, și ca protest a provocat o rebeliune în 1238. Încă o dată el a fost calmat cu daruri bogate. În 1240 soția sa, Isabel, aflată pe patul de moarte, a cerut să fie înmormântată lângă primul ei soț la Tewkesbury, dar Richard a înmormântat-o la Mânăstirea Beaulieu. Totuși el a admis ca inima ei să fie trimisă la Tewkesbury.

## Cruciada și căsătoria cu Sancha (1240–1243)
Mai târziu în același an, Richard a plecat în Țara Sfântă, conducând a doua Cruciadă numită și Cruciada baronilor. El însuși nu a purtat nicio bătălie, dar a reușit să negocieze eliberarea prizonierilor și înmormântarea cruciaților uciși în Bătălia din Gaza în noiembrie 1239. De asemenea, el a refăcut fortificația Ascalon, care fusese demolată de Saladin. La întoarcerea din Țara Sfântă, Richard a vizitat-o pe sora sa, împărăteasa Isabella, soția lui Frederic al II-lea al Sfântului Imperiu Roman.
După nașterea prințului moștenitor Eduard în 1239, s-au stabilit noi dispoziții în cazul morții regelui, prin care era favorizată regina și rudele ei din Savoya, Richard fiind exclus de la o posibilă regență. Pentru a evita eventuala lui nemulțumire, regele Henric și regina Eleonora i-au propus căsătoria cu Sancha, sora lui Eleonora, la scurt timp după întoarcerea lui din cruciadă pe 28 ianuarie 1242. În călătoria sa în Țara Sfântă, Richard o cunoscuse pe Sanchia în Provența, unde a fost primit cu căldură de tatăl ei, Raymond Berenger al IV-lea. Richard și Sanchia s-au căsătorit la Westminster Abbey în noiembrie 1243. Căsătoria cu Sanchia a avut avantajul de a-l lega strâns pe Richard de cuplul regal și de interesele lor.
Beatrice, sora mai tânără a Eleonorei și a Sanchei, s-a căsătorit apoi cu Carol I al Neapolelui, în timp ce sora lor cea mare, Margaret, s-a căsătorit cu Ludovic al IX-lea al Franței. Căsătoriile celor patru surori din Provența au îmbunătățit relația dintre Franța și Anglia având ca rezultat încheierea Tratatului de la Paris.

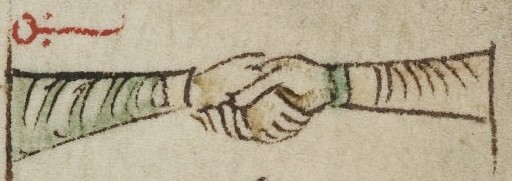
Reprezentare simbolică a căsătoriei lui Richard cu Isabel Marshal. Iluminarea din 13 secol

## Poitou și Sicilia
Richard a fost numit conte de Poitou cu ceva timp înainte de august 1225. Pretențiile lui Richard față de Gasconia și Poitou nu au fost niciodată mai mult decât nominale, iar în 1241 regele Ludovic al IX-lea al Franței a dat provincia Poitou propriului său frate, Alfons. Mama lui Richard și a lui Henric, Isabella de Angoulême, a susținut că a fost insultată de regina franceză, iar cei doi frați au fost încurajați  de tatăl lor vitreg, Hugh al X-lea de Lusignan, să recupereze Poitou. Expediția s-a transformat într-un fiasco militar după ce Lusignan i-a trădat. Richard a cedat total provincia Poitou în decembrie 1243.
Papa i-a oferit lui Richard coroana Regatului Siciliei, însă acesta, potrivit cronicarului Matthew Paris, auzind prețul exorbitant ar fi răspuns: „Ați fi putut la fel de bine să spuneți: „Vă fac cadou Luna - urcați pe cer și luați-o”. Însuși regele Henric, fratele lui Richard a încercat să cumpere acest regat pentru fiul său, Edmund.

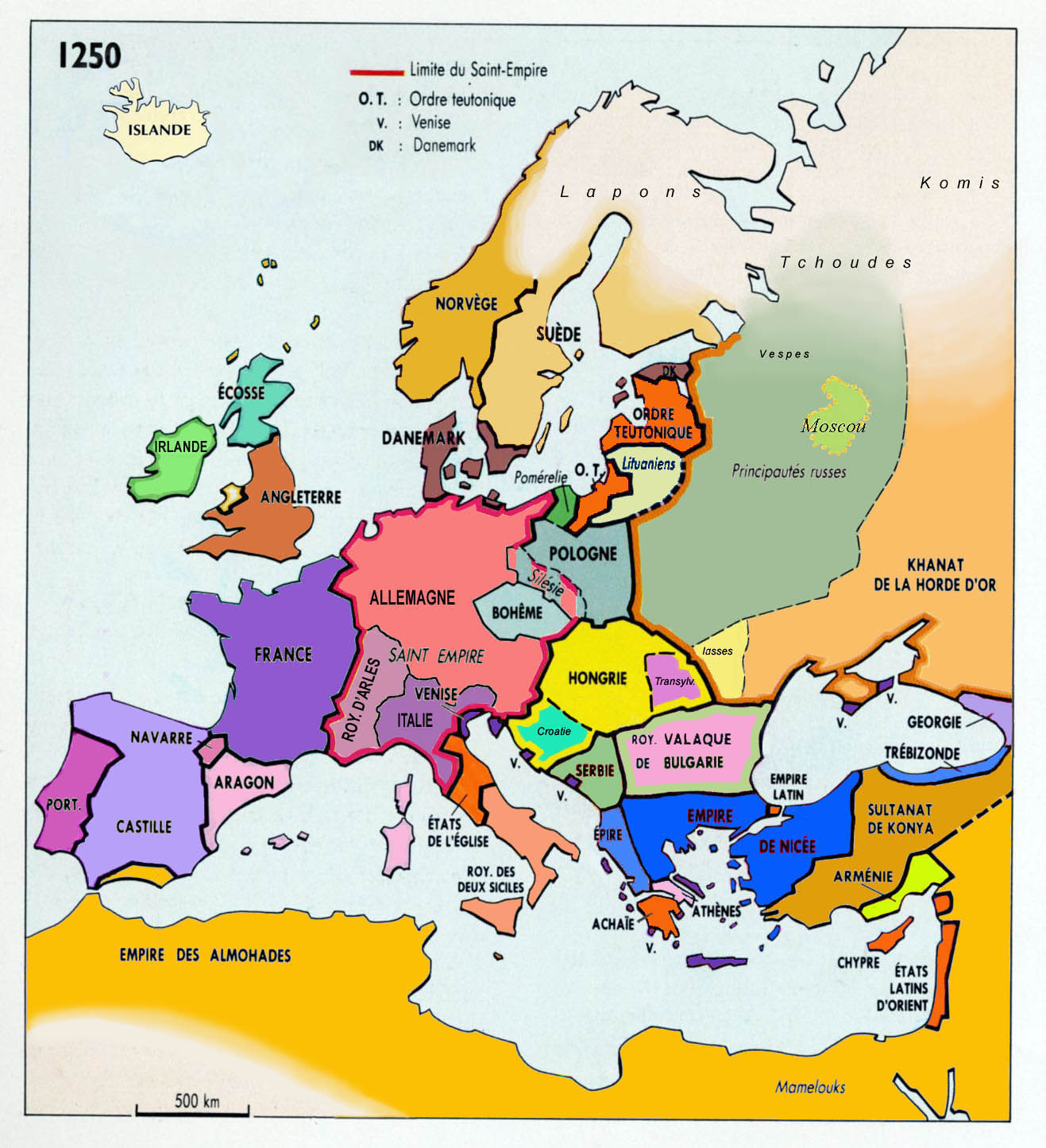
Situația teritorială din Europa, Orientul Mijlociu și Africa de Nord în jurul anului 1250

## Regent al Angliei în absența regelui
Datorită unei rebeliuni în Gasconia, Henric al III-lea a decis în 1253 să conducă el însuși trupele acolo pentru a-și restabili stăpânirea. Soția lui a fost numită regentă în timpul absenței sale, având ca sfătuitor pe Richard care devenit astfel adevăratul regent al Angliei. El a convocat parlamentul în decembrie 1253 pentru a delibera asupra sprijinului necesar regelui pentru expediția în Gasconia. Richard însuși a promis că îl va sprijini pe rege cu 300 de cavaleri, dar nu a reușit să obțină permisiunea baronilor de a impune o nouă taxă pentru susținerea acestei campanii militare. La sfârșitul lunii ianuarie 1254, Richard însuși a pregătit o incursiune în Gasconia pentru a-și susține fratele. În februarie, el a chemat doi cavaleri din fiecare comitat în parlament pentru a le cere părerea. Acest act fără precedent face ca acesta parlament să fie primul în care au participat reprezentanți ai comitatelor. Astfel Richard a confirmat Magna Carta din nou, însă nici convocarea cavalerilor și nici această reconfirmare nu au putut determina parlamentul să aprobe introducerea unei noi taxe.  În cele din urmă, în mai 1254 regina a plecat spre Gasconia cu doar 40 de cavaleri, în timp ce Richard a rămas în Anglia ca regent unic. Regele i-a mulțumit pentru aceste servicii și pentru acordarea unor mari împrumuturi cu care a sprijinit guvernul, dându-i puteri suplimentare asupra evreilor din Anglia. Încă din 1235, Richard primise permisiunea ca o comunitate evreiască să locuiască pe domeniul său din Berkhamsted. El a mutat această comunitate la Wallingford în 1242. Mai mulți evrei din această comunitate l-au sprijinit pe Richard de atunci înainte în afacerile sale financiare. În 1254 se pare că Richard a permis eliberarea evreului Avraam din Berhamstead (despre care se spusese că profanase imaginea fecioarei Mariei) cerându-i în schimb o taxă mare. În 1256 a făcut campanie în numele Comunității Evreiești din Lincoln, care fusese acuzată de uciderea rituală a unui băiat pe nume Hugh.
Richard respinsese oferta repetată a Papei de a deveni rege al Siciliei încă din 1250. Pe de altă parte, regele Henric a acceptat, în timp ce se afla în Gasconia, oferta Papei de a cumpăra această coroană pentru cel de-al doilea fiu al său, Edmund. Prin aceasta s-a obligat să întreprindă o campanie în Sicilia împotriva Stauferilor, care erau dușmanii Papei. În acest scop el ar trebui să plătească Papei sume mari de bani. Deoarece situația regelui era tensionată atât în Anglia, cât și în Gasconia, Richard a considerat această aventură siciliană de la bun început ca fiind o ambiție fără rost. În consecință, el a redus sprijinul financiar acordat fratelui său și în 1255 a refuzat să împrumute regelui 5 000 de mărci, sumă pe care intenționa să o trimită Papei. Ca motiv, el a declarat că nu există nicio garanție pentru acest împrumut. În octombrie 1255, el a refuzat public în parlament să-i dea regelui un alt împrumut. Cu acest refuz, Richard a agravat criza puterii lui Henric al III-lea, deoarece împrumuturile sale cu dobândă mică deveniseră între timp esențiale pentru ca guvernarea să supraviețuiască.

## Richard ca rege romano-german
La sfâșitul lui ianuarie 1256 a murit William al II-lea al Olandei care fusese candidatul propus de Papă la tronul romano-german. La sfârșitul lui februarie al aceluiași an, Henric al III-lea a cerut papei Alexandru al IV-lea, să nominalizeze un candidat care să nu fie potrivnic Angliei. Cu siguranță la acel moment fusese propus și numele lui Richard. Prin această candidatură ambițiosul Richard se lansase într-o aventură cel puțin la fel de hazardată precum fusese încercarea lui Henric al III-lea de a-l pune pe fiul său pe tronul Siciliei. Richard trebuia să depășească anumite piedici pentru a fi ales rege romano-german și încoronat de Papa ca împărat. La început Richard a avut o atitudine rezervată pentru că nu părea să aibe multe șanse de reușită. Deoarece multe din proprietățile imperiului erau date, promise sau se aflau deja în mâinile unor prinți, noul rege trebuia să se bazeze pe propriile mijloace financiare sau pe aliații săi pentru a finanța armata și administrarea imperiului. De asemenea, Richard voia să fie încoronat ca împărat pentru că aceasta ar fi sporit reputația familiei sale în raport cu familia regală a Franței. Pentru a fi încoronat avea nevoie de susținerea Papei și trebuia să se asigure că nici în Franța și nici în imperiu nu va întâmpina vreo rezistență serioasă. Și chiar după ce acest pas ar fi fost făcut, el avea nevoie de resurse pentru a obține controlul teritoriilor imperiale de la sud de Alpi, care erau de la moartea lui Frederic al II-lea un motiv de conflict permanent între pretendenți. Pe de altă parte, Richard putea conta pe sprijinul fratelui său, regele englez care, datorită relației sale tensionate cu Franța, dar și datorită propriilor ambiții în Sicilia, era interesat în a avea un aliat pe tronul romano-german. Richard era cel mai bogat englez. El era un diplomat cu experiență și de aceea avea contacte bune cu Franța și Curia Romană. În septembrie 1256 când a devenit clar că niciun prinț imperial nu era candidat la alegere, Richard a pretins deschis titlul de rege. Împuterniciții săi au mituit câțiva dintre principii electori, iar pentru voturile arhiepiscopilor de Köln și de Mainz și al contelui palatin Ludovic cel Strict, Richard a plătit mită în total 28.000 mărci, oferindu-le și favoruri suplimentare pentru a fi sigur de voturile lor. Pe 26 decembrie 1256 la Londra, arhiepiscopul de Köln, Conrad de Hochstaden, i-a oferit formal lui Richard, coroana romano-germană, iar el s-a declarat, cu acordul fratelui său și al baronilor englezi, gata să accepte rezultatul viitoarei alegeri. Pe 13 ianuarie 1257, Richard a fost ales rege romano-german la Frankfurt de cei trei susținători ai săi: 
- Conrad de Hochstaden, arhiepiscop de Köln;
- Gerhard de Dhaun, arhiepiscop de Mainz;
- Ludovic cel Strict, conte palatin al Rinului.

Candidatul opus Alfonso al X-lea al Castiliei, a fost ales de: 
- Albert I, duce al Saxoniei;
- Ioan I, margraf de Brandenburg;
- Arnold al II-lea de Isenburg, arhiepiscop de Trier.

Alfonso al X-lea provenea din familia Hohenstaufen prin mama sa. Din moment ce regele Ottokar al II-lea al Boemiei nu s-a declarat de partea niciunuia dintre candidați, rezultatul alegerii a fost unul indecis.
Papa Alexandru al IV-lea și regele Ludovic al IX-lea al Franței l-au favorizat pe Alfonso, dar amândoi au fost convinși de rudele puternice ale cumnatei lui Richard, Eleonora de Provența, să-l susțină pe Richard. Ottokar al II-lea, care la început a votat pentru Richard, dar ulterior l-a ales pe Alfonso, a acceptat în cele din urmă să-l susțină pe contele de Cornwall, stabilind astfel majoritatea simplă necesară. La 27 mai 1257, arhiepiscopul de Köln,Conrad de Hochstaden, l-a încoronat pe Richard conform tradiției la Aachen. Totuși, la fel ca titlurile sale din Gasconia și Poitou, nici acest titlu nu a avut vreodată o semnificație prea mare. Richard s-a aflat doar de patru ori pentru scurte perioade de timp în teritoriile germane între 1257 și 1269.

### Prima incursiune în Imperiul romano-german (1257–1258)
Rivalul lui Richard, Alfonso al X-lea de Castilia fiind implicat în conflictele din Spania nu avea mijloacele financiare necesare pentru a-și impune cârmuirea în teritoriile germane. Richard pregătea o călătorie în imperiul german pentru a prelua stăpânirea. În aprilie, arhiepiscopul de Köln și Florens al Olandei, fratele dispărutului William al Olandei, l-au omagiat pe noul rege. În mai 1257 Richard a ajuns la Aachen, unde el și soția sa, Sancha au fost încoronați pe 17 mai ca rege și regină de către arhiepiscopul de Köln. Cu această ocazie Richard a donat o sumă generoasă pentru construirea noii clădiri a primăriei din Aachen. Apoi s-a deplasat pe Rin în sus, pentru a traversa Alpii spre Roma. Trecătorile alpine erau controlate de conții de Savoia, cu care se înrudea. Aceștia au permis armatei engleze deplasarea pe Rin și apoi continuarea drumului prin Italia până în Sicilia. În septembrie 1257, Richard a ajuns la Worms, unde a convocat dieta. Apoi s-a retras pentru iernare pe Rinul Inferior, de unde a plecat spre Worms în primăvara anului 1258. În acest timp Richard a confirmat privilegii și a emis certificate pentru mai multe orașe din Renania. Fără să aibă un teritoriu propriu, fără o administrație funcțională, fără aprobarea Papei și împotriva rezistenței celorlalți trei principi electori, el nu a putut obține progrese în demersul său. Încurajați de Franța, contele Guy de Dampierre, ducele Henric de Brabant și alți prinți imperiali l-au susținut pe Alfonso al X-lea de Castilia. Richard a fost recunoscut drept rege doar în Renania și în nordul imperiului până la Lübeck. Pentru a pune capăt sprijinului Franței pentru Alfonso de Castilia, Richard l-a trimis pe Arnold de Olanda în Franța în iunie 1258 pentru a semna o formă provizorie a Tratatului de la Paris dintre Anglia și Franța.

### A doua incursiune în Imperiul romano-german (1260)
După ce guvernarea fratelui său în Anglia a fost stabilizată din nou, Richard a plecat în iunie 1260 din portul Dover în direcția imperiului. Sprijinul pentru politica sa crescuse în ultimul an. În  martie 1259, papa Alexandru al IV-lea l-a îndemnat pe Hugo al IV-lea, ducele Burgundiei, să susțină pretenția lui Richard la tron. Apoi Papa l-a invitat pe Richard la Roma. Richard urmărea să fie încoronat împărat în această a doua vizită în imperiu. Urmat de un alai triumfător, el plănuia să treacă pe valea Rinului peste Alpi în Italia spre Roma. După o lungă ședere în Cambrai, unde a încredințat contesei Margareta de Flandra și fiului ei, Guy de Dampierre, feudele lor din imperiul romano-german, a călătorit mai departe la Worms. A rămas acolo de la începutul lunii august până pe 17 septembrie 1260. Deși a declarat că va traversa în curând Alpii pentru a ajunge la Bologna, Richard s-a întors în Anglia, pe 24 octombrie 1260. El și-a schimbat planurile deoarece în Bătălia de la Montaperti, familia toscană Guelf suferise o înfrângere decisivă pe 4 septembrie. Prin această victorie a susținătorilor familiei Hohenstaufen, a fost blocat drumul lui Richard către Roma. Papa Alexandru al IV-lea a abandonat poziția sa neutră și l-a susținut deschis pe Alfonso de Castilia. Richard nu mai putea spera să fie recunoscut repede ca împărat.
După întoarcerea în Anglia, el a rezidat în principal în teritoriile sale, petrecând doar Crăciunul anului 1260 la castelul Windsor. Când conflictul dintre rege și opoziția aristocratică a luat sfârșit, lui Richard i s-a permis în ianuarie 1261 fortificarea castelelor sale și furnizarea proviziilor. În sprijinul regelui, Richard a permis șederea mercenarilor străini în Cornwall. Pe 9 noiembrie 1261 a murit Sancha, a doua soție a lui Richard. El nu a participat la înmormântarea ei la Hailes Abbey, ceea ce poate indica faptul că ei nu au avut o relație strânsă.

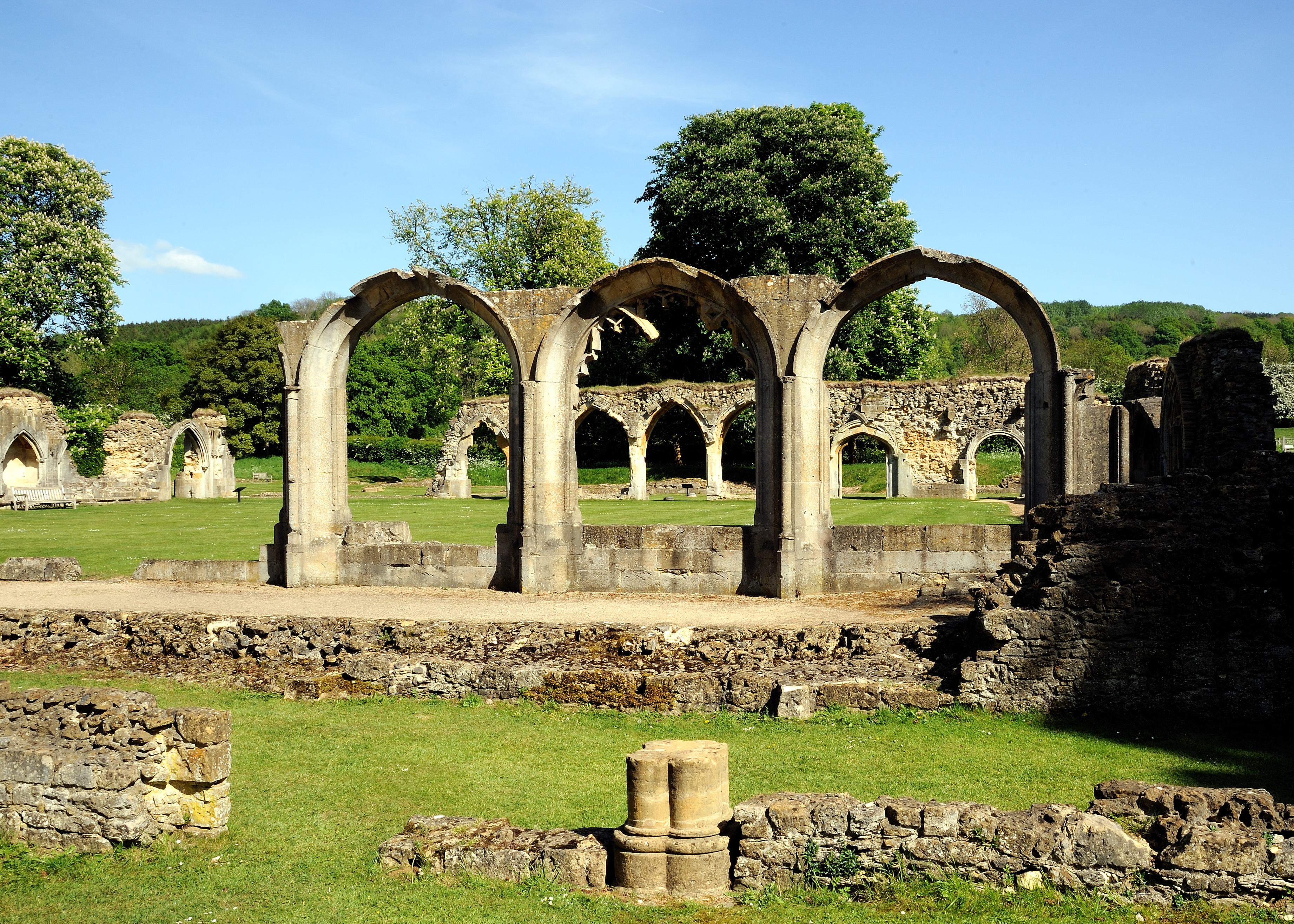
Ruinele mânăstirii Hailes întemeiată de Richard (unde au fost înmormântați Richard, Sancha și fiul său Henry de Almain)

### A treia incursiune în Imperiul romano-german (1262–1263)
În ciuda încercării eșuate din 1260, Richard se pare că ținea morțiș să fie încoronat ca împărat de Papă. În Anglia fiind, el a negociat continuu pentru această încoronare. Papa Alexandru al IV-lea a murit în mai 1261. Succesorul său, papa Urban al IV-lea, care a fost ales în august 1261, a declarat în aprilie 1262 că nu poate prefera nici pe Richard, nici pe Alfonso de Castilia. În mai 1262, Richard a aflat că principii electori care i se opuneau urmau să îl aleagă pe Conradin, tânărul nepot al împăratului Frederic al II-lea, ca rege în locul său. Acesta avea deja sprijinul contelui Palatin Ludovic cel Strict, al noului arhiepiscop de Köln, Engelbert de Falkenburg, și al arhiepiscopului de Mainz, Werner de Eppstein. Această amenințare, exacerba disputa dintre Richard și Conradin privind pretenția la ducatul Suabiei. Pe 20 iunie 1262, Richard a ajuns pentru a treia oară la Aachen prin Olanda. Acolo a lăsat pe 13 iulie copiile însemnelor imperiale ale Sfântului Imperiu Roman, în scopul viitoarei sale încoronări, temându-se că nu va reuși să ia originalele ce erau păstrate în cetatea imperială Trifels. La 6 august 1262, el i-a confirmat lui Ottokar al II-lea (care fusese indecis la alegerile din 1257) titlul de duce de Austria și de Stiria. Astfel, el l-a câștigat pe Ottokar ca aliat împotriva lui Conradin, dar a trebuit să-și accepte neputința pe malul drept al Rinului. Pe 7 august 1262, papa Urban al IV-lea a anunțat că Richard și Alfonso de Castilia au drepturi egale ca regi aleși și i-a chemat pe amândoi la Roma. Richard s-a îndreptat apoi spre sud, a plasat orașul Zürich (pe atunci un oraș imperial) sub protecția sa și probabil a ajuns la Basel. Totuși, în noiembrie 1262 s-a întors pe valea Rinului și în cele din urmă pe 10 februarie 1263 a revenit în Anglia.

### A patra incursiune în Imperiul romano-german (1268–1269)
Eforturile lui Richard de a fi încoronat ca împărat la Roma au eșuat din cauza implicării sale în cel de-al doilea război al baronilor. Dar, în ciuda prizonieratului său și prin aceasta a absenței din imperiu, controversa pentru tronul romano-german a rămas fără un rezultat clar. După sfârșitul celui de-al doilea război al baronilor, Richard a pornit pe 4 august 1268 pentru a patra oară spre imperiul german. S-a deplasat din nou pe valea Rinului și a reușit să-și restabilească autoritatea în Renania. În aprilie 1269 a ținut o dietă în Worms, unde a încercat să desființeze cea mai mare parte a taxelor de pe râul Rin și a proclamat o pace generală în regiune. Totuși, fără propriile sale trupe în zonă nu exista nicio posibilitate de a impune această pace. Papa Urban al IV-lea îl invitase pe Richard la Roma în mai 1265, dar datorită prizonieratului el nu putuse onora această invitație. În 1267, Richard îl trimisese pe fiul său Henry de Almain la Curia romană ca reprezentant al său. Succesorul lui Urban al IV-lea, Clement al IV-lea, îi chemase pe Richard și pe Alfonso de Castilia în 1268 și apoi în 1269 din nou la Roma. După moartea lui Clement al IV-lea în noiembrie 1268, scaunul papal a rămas vacant până în 1271. Fără armată proprie în zonă, Richard nu a avut posibilitatea de a-și impune pretenția la titlul imperial sau de a călători la Roma. Pe 16 iunie 1269 s-a căsătorit a treia oară în Kaiserslautern, cu tânăra Beatrix de Falkenburg, o nepoată a arhiepiscopului de Köln, Engelbert, care anterior îi fusese ostil. Fără să poată obține vreun succes, Richard s-a întors în iulie 1269 la Mainz cu noua lui soție. Puțin mai târziu au plecat spre Anglia, unde au ajuns pe 3 august 1269 la Dover.

## Ultimii ani și sfârșitul lui Richard de Cornwall
În Dover Richard a fost întâmpinat de moștenitorul tronului, lordul Eduard. Deoarece Henric al III-lea era bolnav la acea vreme, iar  Eduard pregătea o cruciadă, Richard și-a asumat un rol principal în guvernarea Angliei. Lordul Eduard se certase cu puternicul conte de Gloucester pentru că acesta refuzase să-și onoreze jurămintele privind cruciada. După negocieri ample în 1270, Richard a reușit să-i determine pe Eduard și Gloucester să se împace. Când Eduard a plecat spre Țara Sfântă în august 1270, Richard a condus cele cinci consilii care îl asistau pe rege la guvernarea Angliei. Pe 7 martie 1271 când Henric al III-lea era grav bolnav, Richard a devenit oficial protectorul Angliei. În iulie 1271 el a semnat legi noi care restricționau sever activitățile evreilor în Anglia. Apoi a aflat de moartea fiului său, Henry de Almain, care participa la cruciada Lordului Eduard și care fusese ucis pe 13 martie în Italia de doi fii ai lui Simon de Montfort. Moarte violentă a fiului său cel mare a fost o lovitură grea pentru Richard. În august 1271 a murit, de asemenea, fiul cel mare al lordului Eduard, John, în vârstă de cinci ani, pe care Eduard îl dăduse în grija lui Richard. Pe 12 decembrie 1271 Richard s-a îmbolnăvit grav fiind la Berkhamsted - probabil suferise un accident vascular cerebral. Până la moartea sa, cinci luni mai târziu, el a fost parțial paralizat și nu a mai putut vorbi. A fost înmormântat la abația Hailes, lângă fiul său Henry și a doua soție a lui, Sancha. Inima sa a fost îngropată în corul Bisericii Franciscane din Oxford.

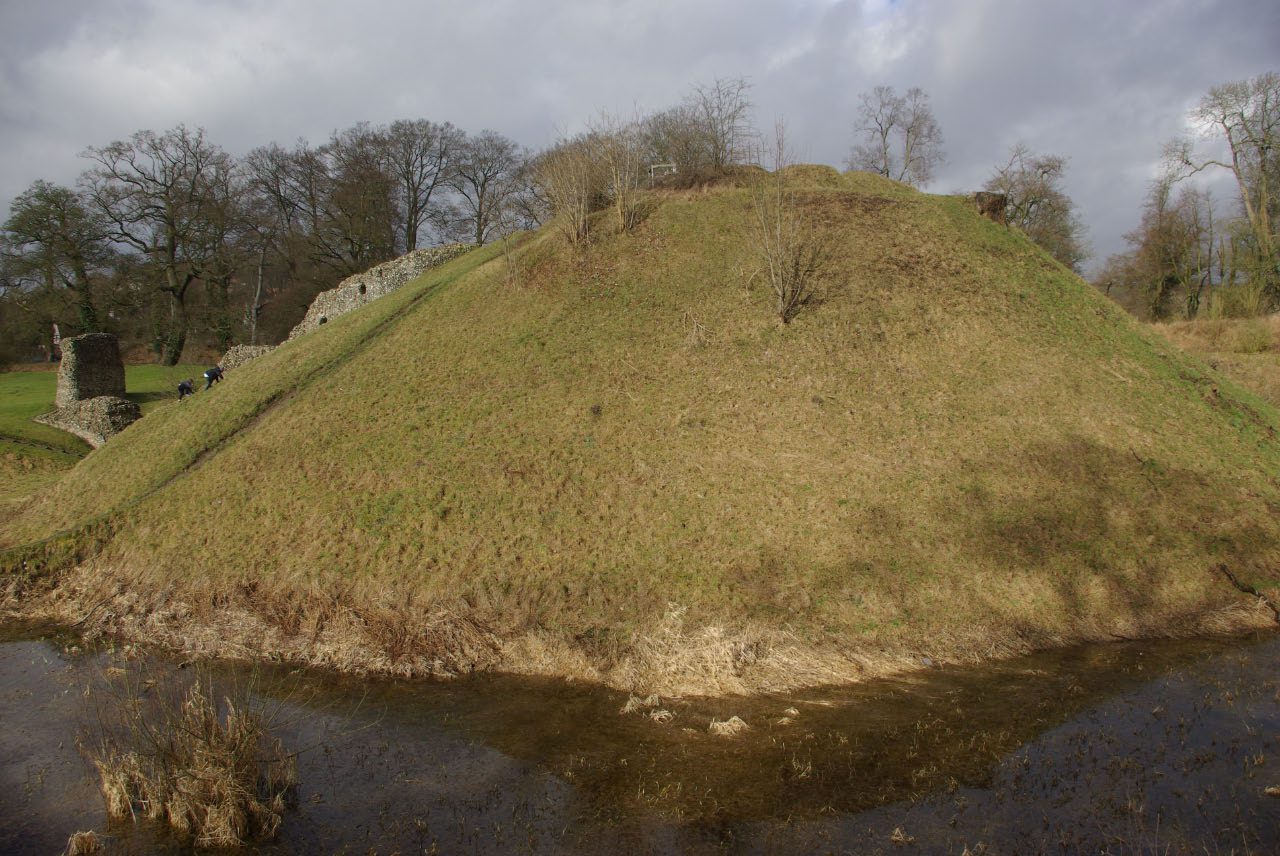
Ruinele Castelului Berkhamsted, unde a murit Richard în 1272

Ca mulțumire pentru salvarea vieții sale atunci când se aflase în pericol de a naufragia pe când călătorea în 1242 înapoi spre Anglia din sud-estul Franței, Richard a promis să întemeieze o mânăstire. El a îndeplinit acest jurământ în 1246 când a fondat abația cisterciană din Hailes în Gloucestershire. După eliberarea sa din  prizonieratul care a urmat Războiului baronilor din 1265, Richard a întemeiat în 1266 Mânăstirea augustiniană Burnham în Buckinghampshire. În Chichester el a permis franciscanilor să se stabilească pe locul castelului Chichester care fusese distrus. Pentru unul dintre cei mai bogați oameni ai timpului său, aceste fundații erau ceva obișnuit. El nu s-a evidențiat ca patron al artelor sau științelor. Richard și-a folosit cea mai mare parte a averii sale pentru a sprijini cârmuirea fratelui său și pentru a-și impune puterea ca rege romano-german începând din anul 1256. În plus, dusese o viață luxoasă. În testamentul său, Richard a lăsat moștenire 8.000 de mărci pentru apărarea Țării Sfinte precum și 500 de mărci pentru Ordinul dominican din imperiul german. De asemenea, el a donat o sumă de bani pentru fondarea Colegiului din Oxford, pe care moștenitorul său, Edmund, a folosit-o ulterior pentru a întemeia mânăstirea cisterciană din Rewley. A treia soție a sa, Beatrix de Falkenburg, i-a supraviețuit. Ea a murit în 1277 și a fost îngropată lângă inima soțului ei în corul Bisericii Franciscane din Oxford.

## Descendenți
Cu prima sa soție, Isabella Marshal, Richard a avut cel puțin trei fii și o fiică:
- Ioan (n. 31 ianuarie 1232 – d. 22 septembrie 1232);
- Isabella (n. 9 septembrie 1233 – d. 6 octombrie 1234);
- Henry de Almain (n. 2 noiembrie 1235 – d. 13 martie 1271):
- Nicolae de Cornwall (n./d. 17 ianuarie 1240).

Richard a avut cel puțin doi copii cu a doua sa soție, Sancha de Provența:
- un fiu (n. iulie 1246 – d. 15 august 1246);
- Edmund, al 2-lea Conte de Cornwall (n. 26 decembrie 1249 – d. 25 septembrie 1300).

A treia căsătorie cu Beatrix de Falkenburg a rămas fără urmași. Astfel Edmund a fost singurul copil care i-a supraviețuit și care a devenit moștenitorul său. Richard a avut cel puțin unul, însă foarte probabil mult mai mulți copii nelegitimi, între care Richard de Cornwall, care a murit în 1296 în timpul Războiului scoțian de Independență în timpul asediului cetății Berwick.

## Consecințe
Richard nu a avut o reputație foarte bună printre contemporanii săi. El s-a aliat cu baronii de mai multe ori împotriva fratelui său (1227, 1233, 1238) și și-a trădat aliații ori de câte ori pretențiile lui erau soluționate în avantajul său. De aceea în Anglia a fost considerat un om necinstit care își abandona des aliații. Nici în Cornwall nu putem crede că a fost mai bine apreciat deoarece de acolo el a primit puțin sprijin în timpul celui de-al doilea Război al baronilor și în timpul prizonieratului său. Richard a fost desconsiderat de contemporanii săi deoarece era afemeiat, lacom de avere și un asupritor violent al populației sărace. Deoarece Cruciada la care a participat în 1240 a fost scurtă și nu s-a remarcat prin lupte deosebite, cronicarii l-au apreciat ca fiind mai puțin un talent militar și mai mult un mediator, dar și un intrigant talentat. În calitate de negociator și de mediator în conflictele altora, Richard a rămas neegalat în zilele sale. În mod repetat el a fost capabil să intermedieze în conflictele dintre baroni și rege și a servit adesea ca mediator în disputele dintre baroni sau duhovnici. Nimic din această imagine nu s-a schimbat atunci când a fost unul dintre cei mai importanți susținători ai unei soluții militare a conflictului cu baronii din 1264. Deși Richard era un rege respectat în Renania, cronicarii germani contemporani nu l-au arătat ca având înțelegere pentru regatul său. Cârmuirea sa a fost una slabă - dovadă fiind faptul că în timpul călătoriilor sale în imperiu, orașe importante, cum sunt Worms și Speyer, i-au deschis porțile doar pentru că Alfonso de Castilia nu venise niciodată în imperiu. Cu toate acestea, ei au declarat că vor recunoaște un alt rege imediat ce va fi confirmat de către Papa. Încercarea lui Richard de a se impune în imperiul romano-german a eșuat. El nu a provocat schimbări majore în relațiile dintre Anglia și Imperiu. După moartea sa, lupta pentru tron s-a dat între Ottokar al II-lea al Boemiei și Rudolf de Habsburg. Istoria a păstrat în memorie câteva bătălii și o domnie slabă într-o perioadă fără împărat, astfel încât susținătorii victoriei Casei de Habsburg au atribuit-o în mod conștient Interregnului. Abia de la sfârșitul secolului al XIX-lea, aprecierea istoricilor germani la adresa lui Richard a devenit ceva mai pozitivă.  Björn Weiler a constatat că mai presus de toate cea de-a patra incursiune a lui Richard în imperiu a pregătit alegerea ca rege romano-german a lui Rudolf de Habsburg.